# Distrikt José María Arguedas
Der Distrikt José María Arguedas liegt in der Provinz Andahuaylas der Region Apurímac in Südzentral-Peru. Der Distrikt wurde am 15. Dezember 2014 aus Teilen des Distrikts Andahuaylas gebildet. Benannt wurde der Distrikt nach José María Arguedas (1911–1969), einem peruanischen Schriftsteller.
Der Distrikt erstreckt sich über eine Fläche von 175 km². Beim Zensus 2017 lebten 4186 Einwohner im Distrikt. Die Distriktverwaltung befindet sich in der 3641 m hoch gelegenen Kleinstadt Huancabamba mit 2522 Einwohnern (Stand 2017). Huancabamba liegt knapp 10 km südsüdöstlich der Provinzhauptstadt Andahuaylas. Größere Ortschaften im Distrikt sind Sacclaya (457 Einwohner) und Checche (415 Einwohner).

## Geographische Lage
Der Distrikt José María Arguedas liegt im Andenhochland im zentralen Norden der Provinz Andahuaylas. 
Der Distrikt José María Arguedas grenzt im Westen und im Norden an den Distrikt Andahuaylas, im Nordosten an den Distrikt San Jerónimo, im Südosten an den Distrikt Lucre sowie im äußersten Süden an den Distrikt Colcabamba (die beiden letztgenannten Distrikte liegen in der Provinz Aymaraes).